# Orientopus
Orientopus Eskov, 1992 è un genere di ragni appartenente alla famiglia Linyphiidae.

## Distribuzione
L'unica specie oggi attribuita a questo genere è stata rinvenuta in Giappone, in Cina e in Corea.

## Tassonomia
A dicembre 2011, si compone di una specie:
- Orientopus yodoensis (Oi, 1960)[3] — Cina, Corea, Giappone